# フェルディナン・エロルド
ルイ・ジョゼフ・フェルディナン・エロルド（またはエロール、Louis Joseph Ferdinand Hérold [fɛʁdinɑ̃ eʁɔld], 1791年1月28日 パリ - 1833年1月19日 ヌイイ＝シュル＝セーヌ）は19世紀フランスのオペラ作曲家。ピアノ曲や管弦楽曲も数多く手がけた。今日では、オペラ《ザンパ》とその序曲や、バレエ音楽《ラ・フィユ・マル・ガルデ》が最も有名である。エロルド家は代々アルザスの音楽家であり、元来、姓の“e”にはアクサンテギュが付かなかった。

## 生涯

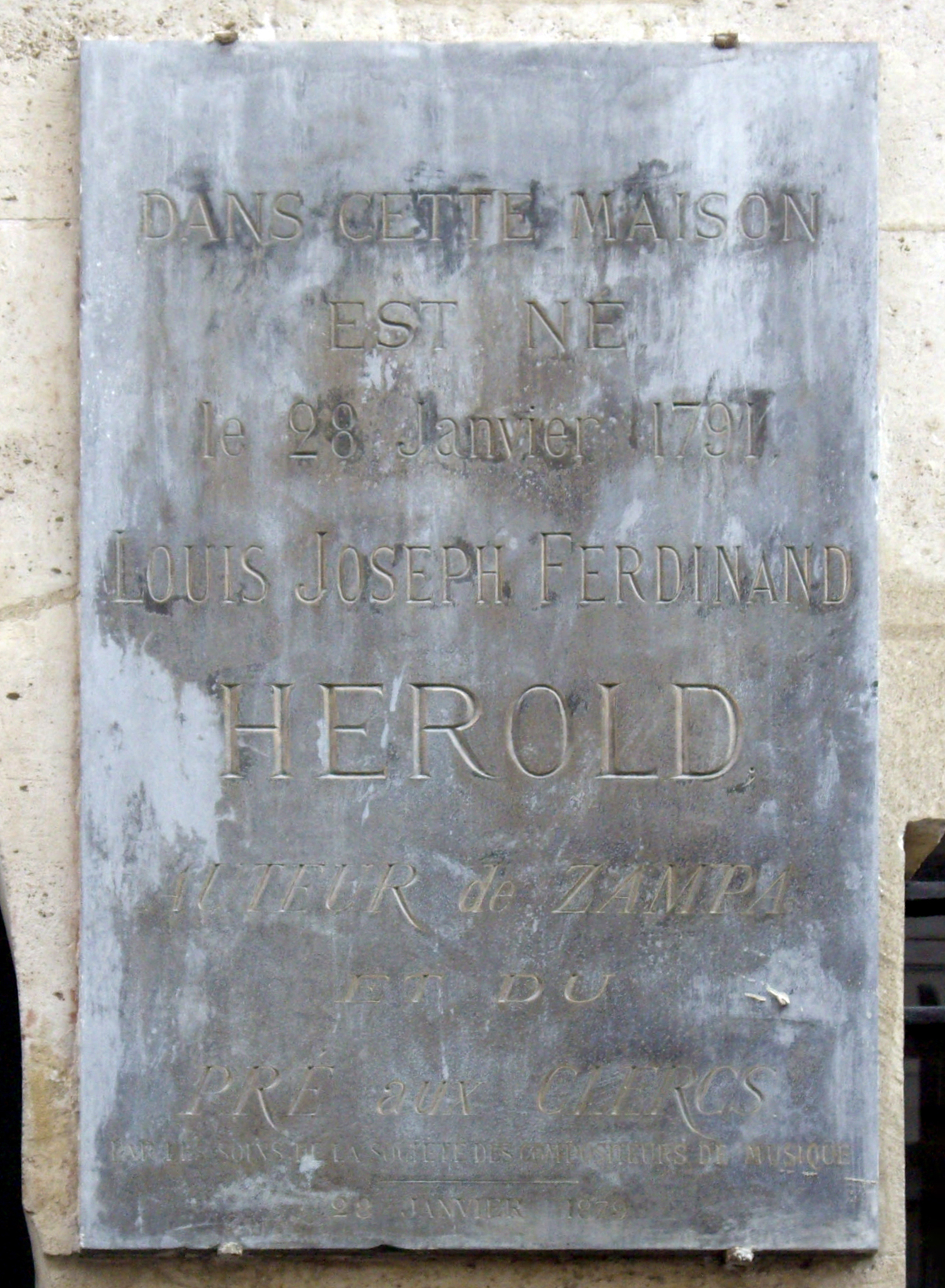
パリ1区、エロルド通りのプラーク

ピアニストのフランソワ＝ジョゼフ・エロルド（François-Joseph Herold）と、ジャンヌ＝ガブリエル・パスカルの一粒種として生まれる。祖父ニコラ・エロルド（Nicolas Herold）は教会オルガニストであった。6歳で通学を始めて優等生になる。この間にフランソワ＝ジョゼフ・フェティスに音楽理論を師事。7歳でピアノの演奏を始め、いくつかのピアノ曲を作曲した。
父フランソワは、息子に音楽の道に歩ませるつもりはなかったため、1802年に父親が死去してから、ようやくエロルドはその道に進むことができるようになる。1806年にパリ音楽院に入学し、ルイ・アダン（アドルフ・アダンの父親）にピアノを、カテルに和声法を、クロイツェルにヴァイオリンを、メユールに作曲を師事。在学中にピアノとヴァイオリン演奏の超絶技巧を身につけた。
1810年にピアノ科の試験で自作を演奏して首席となる。1812年にローマ大賞で覇者となり、翌1813年には大賞受賞者の提出作品として、最初の交響曲を作曲した。1815年に健康上の理由により、ローマからナポリに移る。ナポリ滞在中に、3つの弦楽四重奏曲と2作めの交響曲を作曲した。偽名ランドリアーニ（Landriani）のもとに最初のオペラ『アンリ5世の青春』（La Gioventu di Enrico quinto ）を作曲し、ナポリで上演され、好意的な支持を得た。ナポリ王ジョアシャン・ミュラの王女たちに教師として仕え、5千リラの報酬を得ている。ウィーンでは2ヵ月間メッテルニヒ宰相にも仕えた。それからミュンヘンとスイスを経由してパリに戻る。
1816年に、ボワエルデューとオペラ『フランク王カール』（Charles de France ）を共作し、聴衆にその名を印象付けた。同年に、旧師で友人のメユールに献呈したオペラ《Les Rosières 》を作曲、これも成功を収める。1817年にオペラ『小さな鐘』（La Clochette ）が初演され、《 Les Rosières 》を大幅に手直しする。台本探しに難儀して『初めての訪問』（Premier Venu ）を作曲したが、これはオペラとしての質に問題があり、大して成功しなかった。《 Les Troqueurs 》（1819年）も失敗に終わった。
エロルドは、作曲したい気持ちの強さから、飛び込んできた台本なら何にでも飛びつく癖があった。そのため、その後のいくつかのオペラ（『プラトニック・ラブ』（L'Amour platonique ）や『死せる作家、生ける作家』（L'Auteur mort et vivant ）など）は失敗した。これに意気消沈したエロルドは、それから3年の間オペラに手を出さなかった。
1821年にイタリア劇場の助手となり、歌手の抜擢のためにイタリアに出張する。この職務はエロルドが霊感と健康を取り戻すきっかけとなった。1823年に《Le Muletier 》によって舞台に復帰し、成功を収める。次回作《Lasthénie 》はまずまずの成功であった。フランス軍のスペイン侵攻が成功すると、1823年にオベールと共作で《Vendôme en Espagne 》を作曲した。
1824年にオペラ＝コミック座から『ルネ王』（Le Roi René ）を依嘱される。同年イタリア劇場のコレペティトールに就任し、2年後には合唱指揮者に昇格した。1826年に作曲した《Le Lapin blanc 》は、失敗に終わった。次のオペラ『マリー』（Marie ）は大成功であったが、イタリア劇場の任務は、更なる成功を追求したり、才能に磨きをかけるだけの余暇を与えてはくれなかった。それから3年間は、バレエ音楽の作曲を余儀なくされた。
1827年にパリ・オペラ座に転属し、1828年11月3日にレジオンドヌール勲章を授与される。1829年の歌劇『まぼろし』（L'Illuison ）は成功したが、1830年の《Emmeline 》は成功しなかった。
1831年5月3日に、エロルドの最も有名なオペラ『ザンパ』が初演される。このオペラは、フランスとドイツで非常に人気があり、両国では今なお随時舞台化される。『ザンパ』の成功に続いて『ブランヴィリエ侯爵夫人』（La Marquise de Brinvilliers ）に着手するが、このオペラは、ボワエルデューやダニエル・オベールを含む数多くの作曲家との、力のこもった共作であった。
1832年に『医者いらず』（La Médecine sans médecin ）を、その後『プレ・オ・クレール』（Le Pré aux Clercs ）を作曲。『プレ・オ・クレール』が初演を迎えてから1ヵ月後、1833年が明けてまもなく、肺結核のために長患いののち死去した。『リュドヴィク』（Ludovic ）は未完のまま遺された。遺体はペール・ラシェーズ墓地に埋葬された。『プレ・オ・クレール』は1871年に、100回目の公演を数えている。生家のある通りは、エロルドの生誕90周年にあたる1881年に、作曲家をたたえて「エロルド通り」（Rue Herold）と名付けられた。

## 作品一覧

### 歌劇

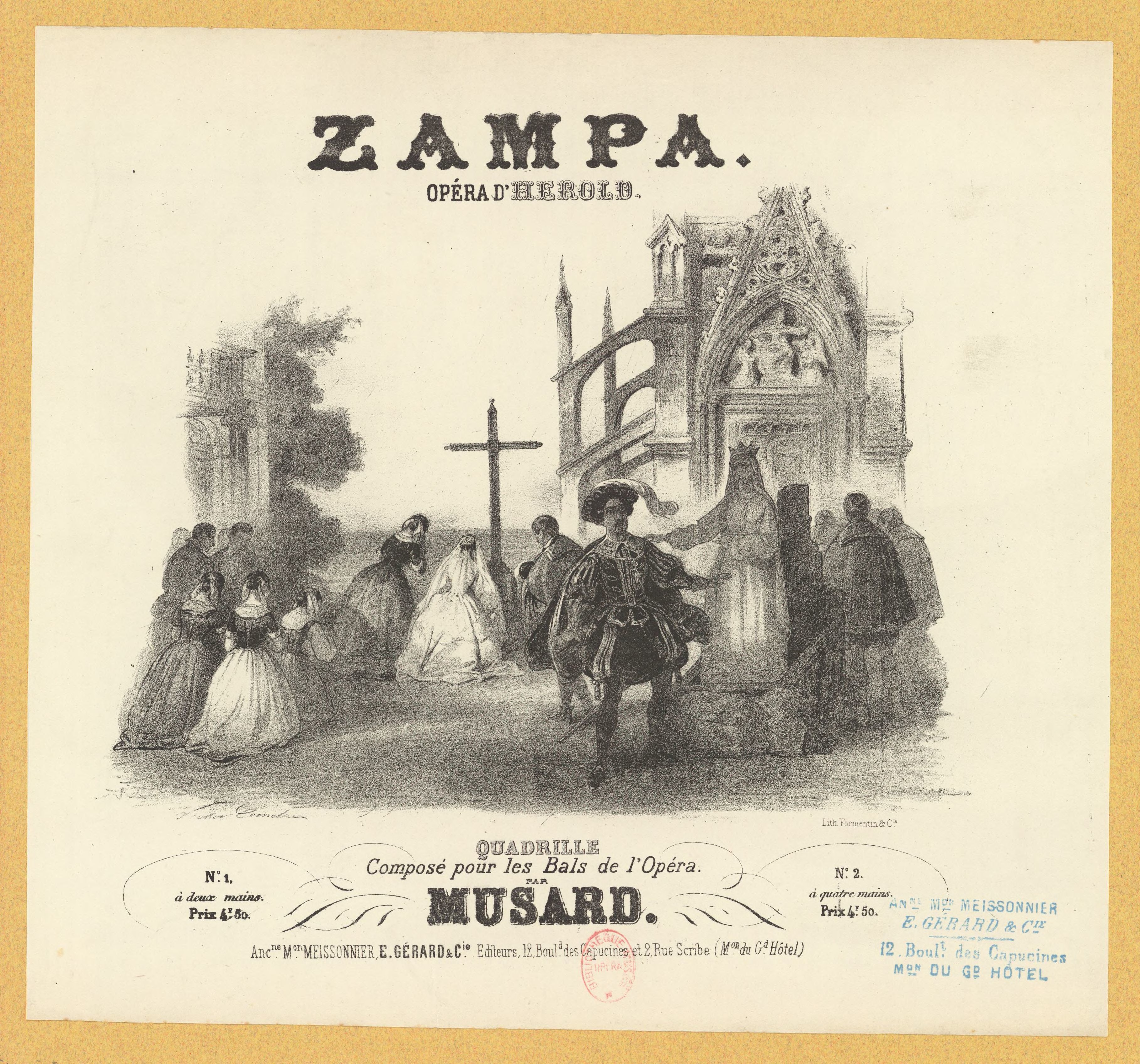
『ザンパ』ミュザールによるカドリーユ編曲の表紙

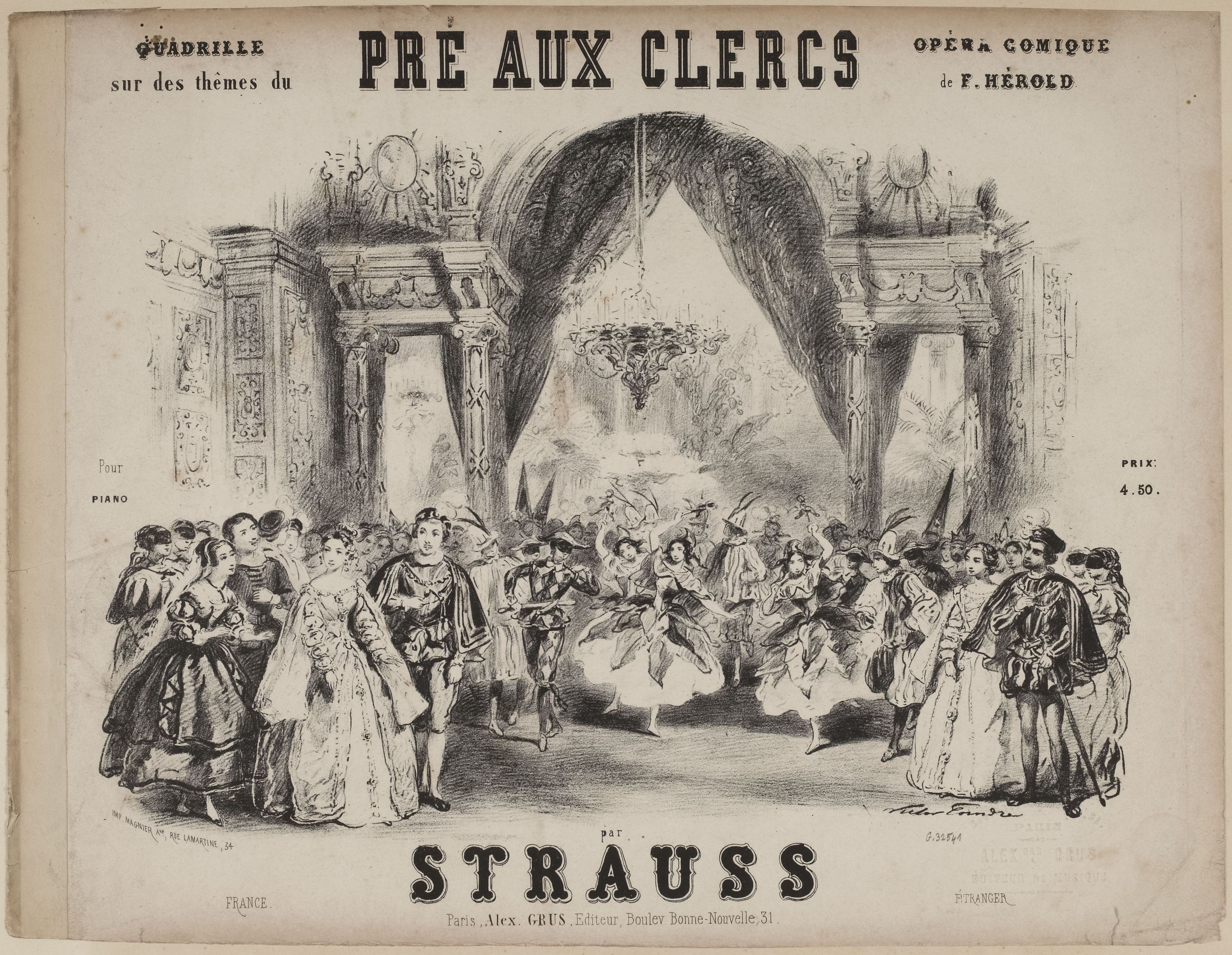
『プレ・オ・クレール』ストロースによるカドリーユ編曲の表紙

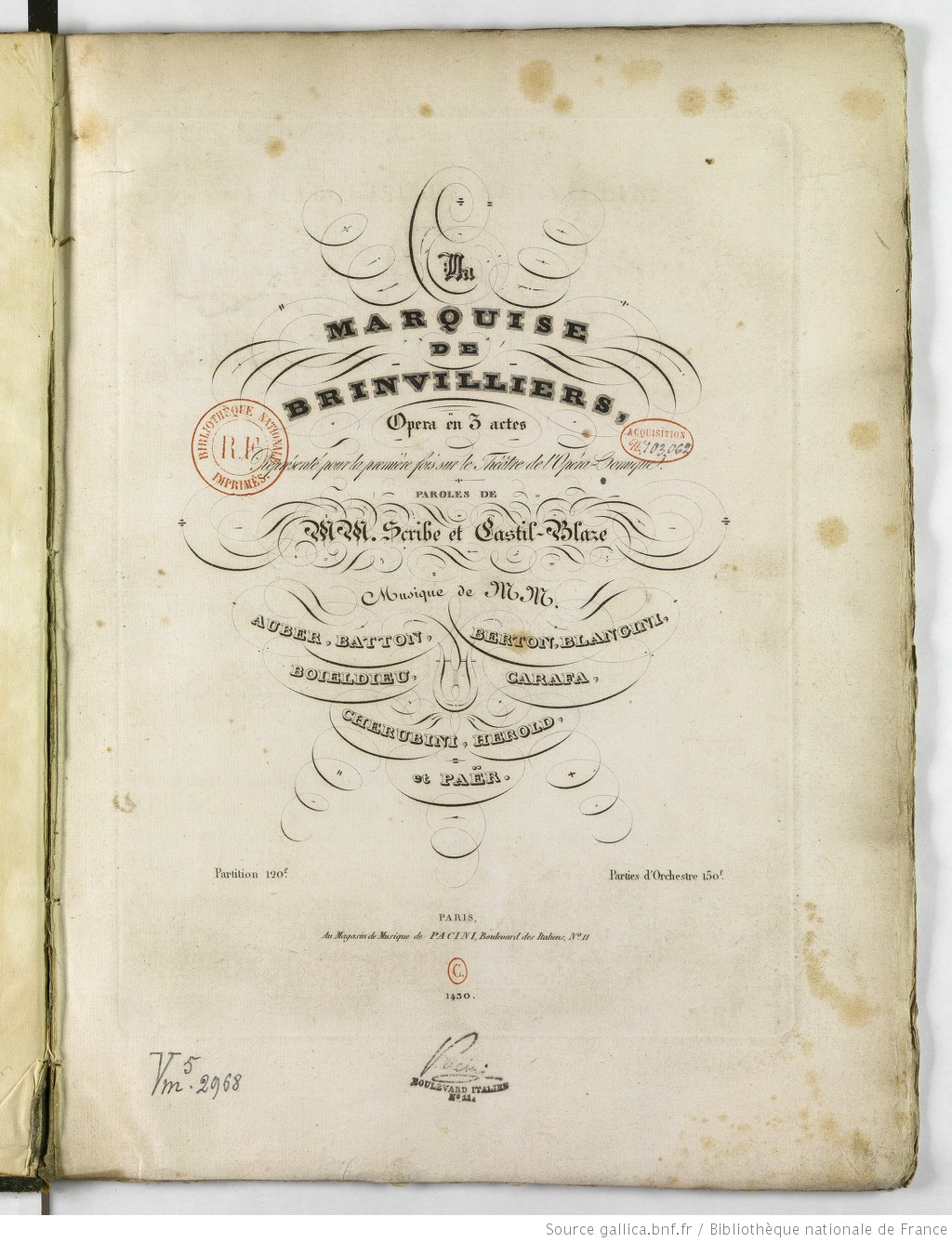
『ブランヴィリエ侯爵夫人』楽譜 (1831年)

- 1815年　アンリ5世の青春（La gioventù di Enrico quinto ）
- 1816年　フランク王カール（Charles de France ou Amour et gloire）　（ボイエルデューとの共作）
- 1816年 - 1817年　Corinne au Capitole
- 1817年　優秀な少女たち（Les Rosières）
- 1817年　小さな鐘（La Clochette ou Le Diable page ）
- 1818年　初めての訪問（Le Premier venu ou Six lieues de chemin ）
- 1819年　Les Troqueurs
- 1819年　プラトニック・ラブ（L'Amour platonique ）
- 1820年　死せる作家、生ける作家（L'Auteur mort et vivant ）
- 1823年　Le Muletier
- 1823年　Vendôme en Espagne　（オベールとの共作）
- 1825年　白うさぎ（Le Lapin blanc ）
- 1826年　Almédon ou le monde renversé　（『マリー』（Marie ）に改名）
- 1829年　まぼろし（L'Illusion ）
- 1829年　Emmeline
- 1830年　L'Auberge d'Auray
- 1831年　ザンパ（Zampa ou La Fiancée de marbre ）
- 1831年　ブランヴィリエ侯爵夫人（La Marquise de Brinvilliers ）　 (オベール、バトン、ベルトン、ブランジーニ、ボイエルデュー、カラファ、ケルビーニ、パエールとの共作）
- 1832年　医者なしの医術（La Médecine sans médecin ）
- 1832年　プレ・オ・クレール（Le Pré aux Clercs ）
- 1833年　リュドヴィク（Ludovic ）　（未完成、アレヴィ補筆）
- 不明　Les Florentines

### バレエ音楽
- 1827年　Astolphe et Joconde ou Les Coureurs d'aventures
- 1827年　La Somnambule ou L'Arrivée d'un nouveau seigneur
- 1828年　『ラ・フィユ・マル・ガルデ』（「リーズの結婚」、「おてんば娘リーズ」とも、La Fille mal gardée ）
- 1828年　Lydie
- 1829年　La Belle au bois dormant
- 1830年　La Noce de village

### その他の作品
- 1812年　La Duchesse de la Vallière ou Mlle de Lavallière （ローマ大賞受賞作）
- 1813年　交響曲第1番ハ長調
- 1814年　弦楽四重奏曲（3曲）
- 1815年　交響曲第2番ニ長調

## ギャラリー
- エロルドの肖像 (1834年)[注 2]
- パリ市庁舎の全身像
- ガルニエ宮の胸像
- エロルドの墓 (19世紀後半)[注 3]
- エロルドの墓 (2023年)
- エロルド通り (2012年)